# Barqueros-Vulkan
Der nördlich von Barqueros in der spanischen Provinz Murcia gelegene Barqueros-Vulkan ist flächenmäßig der größte Vulkan in der Region Murcia. Sein Lamproitgestein (Fortunit) gehört zur südostiberischen Vulkanprovinz. Er entstand vor rund 7 Millionen Jahren BP im Messinium.

## Beschreibung
Das rund 3 Quadratkilometer überdeckende Vulkangebäude des Barqueros-Vulkans weist einen ovalen Grundriss auf. Seine 3 Kilometer lange Hauptachse ist nach Nordost/Südwest ausgerichtet, seine Querachse beträgt etwa 1 Kilometer in Nordwest-Südost-Richtung. Der Vulkan kulminiert im 398 Meter hohen Cabezo del Morrón, der seine Umgebung um 80 Meter überragt.
Der Vulkan besitzt einen zentralen Tuffring mit 800 Meter Durchmesser, dessen Zentrum in einer Depression etwa 300 Meter südwestlich des Cabezo del Morrón liegt. Der Tuffring wird von einem das gesamte Vulkangebäude einnehmenden Lavastrom abgedeckt. Über dem Lavastrom baute sich in der Schlussphase ein Schweißschlackenkegel mit einem Radius von 250 Metern auf, der jetzt den Gipfel des Cabezo del Morrón bildet.

## Phreatomagmatisches Tuffringstadium
Aufsteigendes Lamproitmagma war in noch unverfestigte miozäne Sedimente des marinen Flachwasserbereichs (Strandbereich ?) eingedrungen. Durch den Kontakt mit Grundwasser kam es zu phreatomagmatischen Explosionen, die einen Krater freisprengten und allmählich einen Tuffring aufschütteten. Der Tuffring ist symmetrisch aufgebaut mit radial nach außen einfallender Schichtung – zu erkennen an radial nach außen angeordneten Strömungsrichtungsanzeigern in Surge-Ablagerungen und asymmetrischen Impakteinsackungen (engl. impact sags).  Im Süden baut sich der Tuffring aus einer 7 Meter mächtigen, langwellig undulierenden Abfolge aus feinkörnigen Lapillituffen und Tuffen auf, welche ins  Hangende in undeutlich bis gut geschichtete Tuffe mit akkretionären Lapilli von bis zu 4 Millimeter Durchmesser übergehen. Im Hangenden des Südostens tritt eine deutlich geschichtete, 20–25 Zentimeter mächtige Folge aus massiven, gut sortierten Lapillituffen auf, welche juvenile Bomben mit deren Einsackstrukturen enthält. Auch am Westrand des Tuffrings besteht das Hangende aus gut geschichteten, feinkörnigen Tuffen. Sie zeigen leicht gewellte Lagerungsverhältnisse mit differentieller Kompaktion (engl.pinch-and-swell)  sowie gelegentlich Schrägschichtung aus variierenden Anteilen von Wirtsgesteinklasten wie beispielsweise gerundete Quarz- oder Kalkgerölle.

## Effusives Stadium
Der Südteil des Tuffrings wird von einem 3 bis 4 Meter mächtigen Lavaaustritt überdeckt, wodurch die ursprüngliche Kegelform des Rings bewahrt wurde. Diese Laven von konstanter Mächtigkeit sind auch in den anderen Sektoren der Ringstruktur nachzuweisen. Es dürfte sich wohl um eine Spalteneruption gehandelt haben, da auf der Ostseite ein geradliniger, tangential zum Kraterrand verlaufender Fördergang nachgewiesen werden konnte. Die Laven und Gänge bestehen aus kristallarmen Lamproit mit klar erkennbarer Strömungsbänderung und daher geringer Viskosität.

## Schweißschlackenkegel

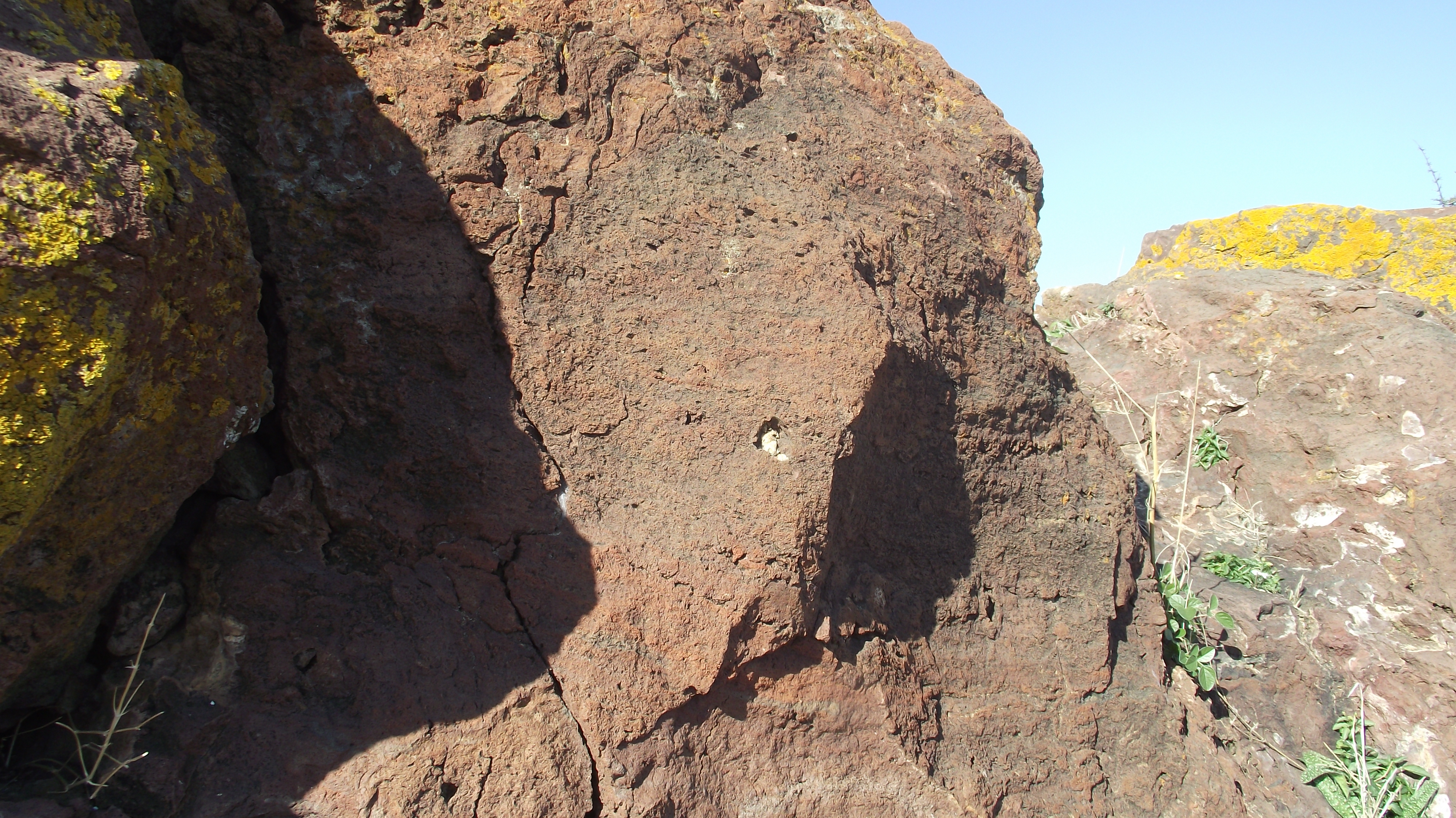
Verschweißte Schlacke am Gipfel des Cabezo del Morrón

Nach dem effusiven Stadium baute sich am Nordrand des Tuffrings ein asymmetrischer Schweißschlackenkegel auf (mit steilerer Seite in Richtung Tuffringzentrum), der aus seiner Basis heraus nach Nordosten und auch nach Westen Lava entließ. Der Kegel misst zirka 500 Meter im Durchmesser und ist rund 80 Meter hoch. Seine Ablagerungen bestehen aus stark oxidierten, agglutinierten Bomben und Lapilli. Die juvenilen Komponenten sind recht blasenarm und können  abgerundet oder abgeplattet sein. Da große Pyroklasten langsamer auskühlen, konnten sie bei ihrer Landung plastisch verformt werden, wohingegen kleinere Lapilli noch in der Luft erstarrten.

## Interpretation
Das initiale hydromagmatische Stadium wurde wahrscheinlich durch die Existenz eines undichten Grundwasserleiters in den miozänen Sedimenten ermöglicht. Die durch den Kontakt mit der reichhaltigen Magmenzufuhr entstandenen niedrig-konzentrierten pyroklastischen Dichteströme  und nassen Surgeablagerungen deuten auf einen recht seichten Ursprungsherd der Explosionen. Nach Versiegen der Grundwasserzufuhr brachen Fördergänge durch den Süd- und Nordteil des symmetrisch aufgeschütteten Tuffrings und entsandten Laven über die Flanken. Die Fördertätigkeit konzentrierte sich schließlich am Nordrand des Rings und errichtete den typisch hawaiischen, aus Lavafontänen hervorgegangenen Schweißschlackenkegel des Cabezo del Morrón, von dem seinerseits erneut Lava vorwiegend nach Nordosten ausfloss, aber auch teilweise den Krater des Tuffrings flutete.

## Mineralogie
Die petrographische Struktur des Lavastroms ist vorwiegend aphanitisch bis mäßig porphyritisch. Als Phänokristalle fungieren Olivin und Phlogopit. Die Grundmasse ist glasig, wobei aber dennoch unterschiedliche Grade von Kristallinität vorliegen mit Mikrokristallen von Sanidin, Diopsid, Richterit, relativ seltener Orthopyroxen sowie akzessorisch Apatit und Spinell.

## Chemische Zusammensetzung

### Haupt- und Spurenelemente
| Oxid Gew. % | Fortunit Barqueros | Spurenelemente ppm | Fortunit Barqueros |
| ----------- | ------------------ | ------------------ | ------------------ |
| SiO2        | 55,32              | Cr                 | 583                |
| TiO2        | 1,63               | Ni                 | 479                |
| Al2O3       | 11,24              | Pb                 | 113                |
| Fe2O3       | 2,25               | Rb                 | 500                |
| FeO         | 3,40               | Sr                 | 516                |
| MnO         | 0,07               | Zr                 | 678                |
| MgO         | 9,48               | Ba                 | 1274               |
| CaO         | 3,59               | Ce                 | 248                |
| Na2O        | 1,25               | Nd                 | 163                |
| K2O         | 6,88               | Sm                 | 26,6               |
| P2O5        | 0,72               | Hf                 | 19,8               |
| LOI         | 4,46               | Th                 | 106                |
| K/Na        | 3,61               |                    |                    |
| K/Al        | 0,66               |                    |                    |
| (K+Na)/Al   | 0,85               |                    |                    |

Quelle: Benito, R. und Kollegen (1999)
Der Fortunit des Barqueros-Vulkans ist ein intermediäres, an Silicium übersättigtes Gestein. Er ist ferner metaluminos mit (Na+K)/Al<1 und ultrapotassisch (mit K/Na>3). Er gehört zu den Alkaligesteinen mit Kaliumvormacht. Recht niedrig konzentriert sind die Hauptelemente CaO und Na2O.
Bei den Spurenelementen sind die inkompatiblen Elementen angereichert, LILE, HFSE und Seltene Erden haben alle hohe Gehalte. Sehr hoch liegen insbesondere Rubidium, Zirconium und Thorium. Relativ niedrige Konzentrationen besitzen Barium und Scandium.  

### Isotopenverhältnisse
Das 87Sr/86Sr-Verhältnis beträgt 0,718100.